# Győrvár
Győrvár é um município da Hungria, situado no condado de Vas. Tem 16,59 km² de área e sua população em 2015 foi estimada em 585 habitantes.